# 坎德拉里亞 (古巴)
坎德拉里亞（西班牙語：Candelaria）是古巴的城鎮，属阿爾特米薩省，始建於1809年，1880年设市，面積299平方公里，海拔高度50米，2004年人口19,523，人口密度為每平方公里1,880人。